# Roman Sidiouk
Roman Anatolievitch Sidiouk (en biélorusse : Роман Анатольевич Сидюк) est un joueur biélorusse de volley-ball né le 9 février 1987. Il mesure 1,80 m et joue libero. Il est international biélorusse.

## Clubs
| Club                   | De        | À         |
| ---------------------- | --------- | --------- |
| Zapadni Boug Brest     |           |           |
| Metallourg Jlobine     |           | 2012-2013 |
| VK Chakhtior Salihorsk | 2013-2014 | ...       |

## Palmarès
Néant.